# Burgruine Ziegelhöhlenburg
Die Burgruine Ziegelhöhlenburg ist die Ruine einer um 1100 bis 1150 erbauten Höhlenburg auf 680 m ü. NN bei der Stadt Fridingen an der Donau im Landkreis Tuttlingen in Baden-Württemberg.
Von der Burg sind nur noch einige Mauerreste und die Höhle erhalten.